# Ewald Schneidewind
Ewald Schneidewind (* 18. Oktober 1939 in Danzig) ist ein ehemaliger deutscher Endurosportler.

## Sportlicher Werdegang
Gleich bei seiner ersten Six-Days-Teilnahme 1964 in seiner thüringischen Heimat gewann Ewald Schneidewind auf einer 75-cm³-Maschine mit der Simson-Mannschaft die Internationale Silbervase. 13 Jahre später stand er in der Vasenmannschaft, die bei der 52. Internationalen Sechstagefahrt den zweiten Platz belegte. Auch 1978 kehrte Schneidewind von der 53. Internationalen Sechstagefahrt noch einmal mit einer Goldmedaille nach Hause. 
Seine größten Erfolge feierte er in den internationalen Einzelwettbewerben. Beim ersten Europacup 1967 wurde er kontinentaler Vizemeister. Die erste Europameisterschafts-Saison beendete er auf der 50-cm³-Simson als Dritter. Von 1970 bis 1973 war er vier Mal hintereinander Vizemeister. 1974 und 1975 gelang Ewald Schneidewind eine nicht mehr zu überbietende Steigerung – in beiden Jahren wurde er Europameister in der Klasse bis 75 cm³. Danach stand er noch zwei Mal auf der zweiten Stufe des EM-Podestes. Als Simson-Werksfahrer konnte er erst ab 1968 einen DDR-Meistertitel erringen. Insgesamt brachte er es auf sechs nationale Erfolge in den Klassen bis 50 und bis 75 cm³. Mit dieser Gesamtbilanz avancierte er zu einem der erfolgreichsten Motorradgeländefahrer Europas.